# Филипо Липи
Филипо Липи или Фра Филипо Липи (на италиански: Fra Filippo Lippi) е флорентински художник от периода на Ранния ренесанс.

## Биография
Филипо Липи е роден във Флоренция през 1406 г. Още докато е невръстен, умира баща му, месарят Томазо Липи, а скоро след това и майка му. Когато навършва 8 години, е предаден от настойницата си Мона Лапачи, сестра на Томазо, за отглеждане в кармелитски манастир. Според биографията на Липи от Джорджо Вазари бъдещият художник се проявява като сръчен и умел в работата, но не и при научни занимания. Забелязвайки увлечението му по рисуването, управата на манастира го насочва към професията на художник. В Капела Бранкачи на манастирската църква „Санта Мария дел Кармине“ Филипо Липи вижда прочутите фрески на Мазачо и Мазолино. Творчеството на Мазачо се оказва важно за формирането му като живописец. Прекият учител на Филипо Липи е неизвестен. На 15-годишна възраст Липи е подстриган за монах и става Фра Филипо Липи (на италиански: fratello – брат). Впоследствие положението му е неустановено, от една страна Липи продължава да носи монашеско расо, но от друга води живот, различен от този на манастирските обитатели.
Вазари разказва, че Филипо Липи е нападнат и пленен от мавритански пирати докато с приятели е на разходка с лодка в морето край Анкона. Според този разказ живописецът прекарва в плен 18 месеца. Липи прави рисунка на господаря си мавър в цял ръст. Този портрет, рисуван с въглен върху една стена изумява мавъра, за когото изобразителното изкуство е непознато. След като прави и други картини за него, Липи е освободен в знак на благодарност. Маврите го откарват с лодка от африканския бряг до Неапол. Според Вазари там художникът работи за херцога на Калабрия и бъдещ неаполитански крал Алфонсо. Съвременните изследователи се отнасят скептично към този разказ, тъй като липсват доказателства за африканското пленничество на Липи и пребиваването му в Неапол.
След завръщането си във Флоренция той, работи по поръчка на манастири картини с религиозна тематика: „Мадона“, рисувана за манастира „Сан Амброджо“, „Мадона“ за „Санта Кроче“. Сближава се с Козимо де Медичи, за чиято съпруга Лукреция Торнабуони рисува „Мадоната, Йоан Кръстител и монаси“. По поръчка на Козимо създава няколко неголеми картини, пратени в дар на папа Евгений IV. С тях Липи спечелва благоволението на светия отец.
Според разказа на Джорджо Вазари Липи се проявява като любител на жените, на когото често отделя повече внимание отколкото на изкуството. Покровителят му Козимо де Медичи, се принуждава да го заключва в дома си, където е ателието му, за да не пропилява таланта си. Липи от своя страна, чувствайки накърнена свободата си, бяга и Козимо с труд успява да го убеди да се върне. След този случай меценатът предпочита да използва в отношенията си с художника увещания вместо насилие.

## Творби
Работейки в темперна техника върху дъска или фреско, Липи рисува за манастирите във и около Флоренция, Фиезоле, Прато. Изпълнява поръчки за Палацо Векио, църквата „Сан Лоренцо“ във Флоренция и други.
През 1452 г. се сближава с монаха Фра Диаманте, който става негов ученик и усвоява маниера му.
От 1452 до 1464 г. Липи рисува цикъл фрески в Катедралата на Прато. Най-прочути сред тях са „Пирът на Ирод“ и „Погребението на свети Стефан“.
През 1456 г. докато рисува олтара на женския манастир „Света Маргарита“ в Прато, Филипо Липи се влюбва в монахинята Лукреция. Той я отвлича от манастира и двамата се женят. Събитието предизвиква скандал. Благодарение на ходатайството на Козимо де Медичи папа Пий II освобождава Липи и Лукреция от монашеския им обет и узаконява брака им. От съпругата се Липи има две деца: Филипино Липи, роден в 1457 г. и Александра, родена в 1465 г.
През 1463 г. Филипо Липи рисува за църквата „Сан Якопо“ в Пистоя „Благовещение“, поръчано му от Якопо Белучо, когото художникът портретува в композицията. Липи изпълнява картини и за други знатни граждани. Работи и в църквата „Сан Доменико Векио“ в Перуджа.
През 1466 г. комуната на Сполето се обръща, чрез Козимо де Медичи, с молба към художника да изпише капелата на главната градска църква. Стенописите започнати от майстора и помощникът му Фра Диаманте остават недовършени поради смъртта на Липи през 1469 г.
- Фрески в катедрала на Сполето 1466 – 1469
- Детайл от фреска „Благовещение“ – в средата автопортрет на Липи
- „Рождество“
- Детайл от фреската „Благовещение“

## Стилови особености
Характерно за творчеството на Липи е предпочитанието към линията за сметка на обема. Въпреки че владее светлосянката и перспективата, основно изразно средство за него остава линията. Тази особеност се забелязва и при Ботичели и Филипино Липи. В картините си Филипо Липи отдава голямо значение на битовите подробности и пейзажа, който в късните му творби става реалистичен. Често в религиозните сюжети вмъква образите на свои близки. В „Короноване на Мария“ от Уфици (1441 – 1447) например, като Богородица е изобразена съпругата му Лукреция.
Ученик на Филипо Липи е Сандро Ботичели, който на свой ред става учител на синът му Филипино Липи. Днес колекция от творби на тримата флорентински живописци се съхранява в специална зала в галерия Уфици.

## Галерия
- „Мадоната с младенеца“, 1440 – 1445, Вашингтон
- „Тондо Пити“, 1452, Уфици
- „Поклонение пред младенеца“, 1459, Берлинска картинна галерия
- „Мадоната с младенеца“, 1460, Мюнхен
- Детайл от стенопис в катедралата в Прато, 1452 – 1465